# Forte Grande (Praia da Vitória)
O Forte Grande, também referido como Forte da Praia e Forte da Prainha, localizava-se na cidade e concelho da Praia da Vitória, na ilha Terceira, nos Açores.
Em posição dominante sobre este trecho do litoral, constituiu-se em uma fortificação destinada à defesa deste ancoradouro contra os ataques de piratas e corsários, outrora frequentes nesta região do oceano Atlântico.

## História
Foi reguarnecido e reartilhado no contexto da Guerra Civil Portuguesa (1828-1834), tendo estado em combate, à guarda dos Liberais, na Batalha da Praia (11 de agosto de 1829).
Esta estrutura não chegou até aos nossos dias.